# Port lotniczy LaGuardia
Port lotniczy LaGuardia – lotnisko na północnym skraju Queens w centralnej części Nowego Jorku, obsługujące głównie połączenia krajowe Stanów Zjednoczonych. Obok JFK i Newark, jedno z trzech dużych lotnisk nowojorskiego obszaru metropolitarnego.
LaGuardia obsługuje 86 połączeń, w tym krajowe połączenia na Wschodnim Wybrzeżu i do centralnej części Ameryki Północnej z maksymalnym promieniem siatki połączeń do 2 414 kilometrów, z wyłączeniem połączenia z Denver. Jest jednocześnie najbardziej obciążonym portem lotniczym w Stanach Zjednoczonych bez bezpośrednich połączeń z Europą. LaGuardia jest krajowym hubem linii lotniczych Delta Air Lines oraz American Airlines.
Na lotnisku znajdują się trzy terminale – A, B oraz C. Terminale te nie są jednak bezpośrednio połączone ze sobą, toteż celem transferu między nimi, konieczne jest korzystanie z łączących je autobusów wahadłowych. Mimo położenia w centrum miasta, LaGuardia jest jedynym z trzech głównych nowojorskich lotnisk, bez obsługującego pasażerów połączenia kolejowego. Nazwa portu pochodzi od nazwiska burmistrza Fiorella La Guardii.

## Linie lotnicze i połączenia

### Terminal Centralny

#### Hall A
- Air Canada (Montreal, Toronto-Pearson)
  - Air Canada Jazz (Halifax, Montreal, Ottawa, Toronto-Pearson)
- Continental Airlines (Cleveland, Houston-Intercontinental)
  - Continental Express obsługiwane przez Chautauqua Airlines (Cleveland)
  - Continental Express obsługiwane przez ExpressJet Airlines (Cleveland)
- JetBlue Airways (Fort Lauderdale, Orlando, West Palm Beach)

#### Hall B
- AirTran Airways (Akron/Canton, Atlanta, Milwaukee, Newport News/Williamsburg, Orlando, Richmond [od 7 sierpnia])
- Frontier Airlines (Denver, Orlando [od 13 grudnia 2018][2])
- JetBlue Airways (Patrz Hall A)
- Midwest Airlines (Kansas City, Milwaukee)
- Spirit Airlines (Detroit, Fort Lauderdale, Myrtle Beach)

#### Hall C
- American Airlines (Atlanta, Chicago-O'Hare, Dallas/Fort Worth, Eagle/Vail [sezonowo], Miami, Nashville, Orlando, Phoenix [sezonowo], Raleigh/Durham [do 2 września], St. Louis, Tampa, Toronto-Pearson)
  - American Eagle Airlines (Boston, Cedar Rapids/Iowa City [od 2 lipca], Charlotte, Cincinnati, Cleveland, Columbus (OH), Des Moines, Detroit, Fayetteville (AR), Halifax, Louisville, Madison, Memphis, Montréal, Nassau [od 22 grudnia 2018][3], Pittsburgh, Raleigh/Durham, Traverse City [sezonowo], Toronto-Pearson, Waszyngton-Reagan)
- United Airlines (Chicago-O'Hare, Denver, Waszyngton-Dulles)
  - United Express obsługiwane przez Chautauqua Airlines (Waszyngton-Dulles)
  - United Express obsługiwane przez Mesa Airlines (Waszyngton-Dulles)

#### Hall D
- American Airlines (Patrz Hall C)
  - American Eagle Airlines (Patrz Hall C)

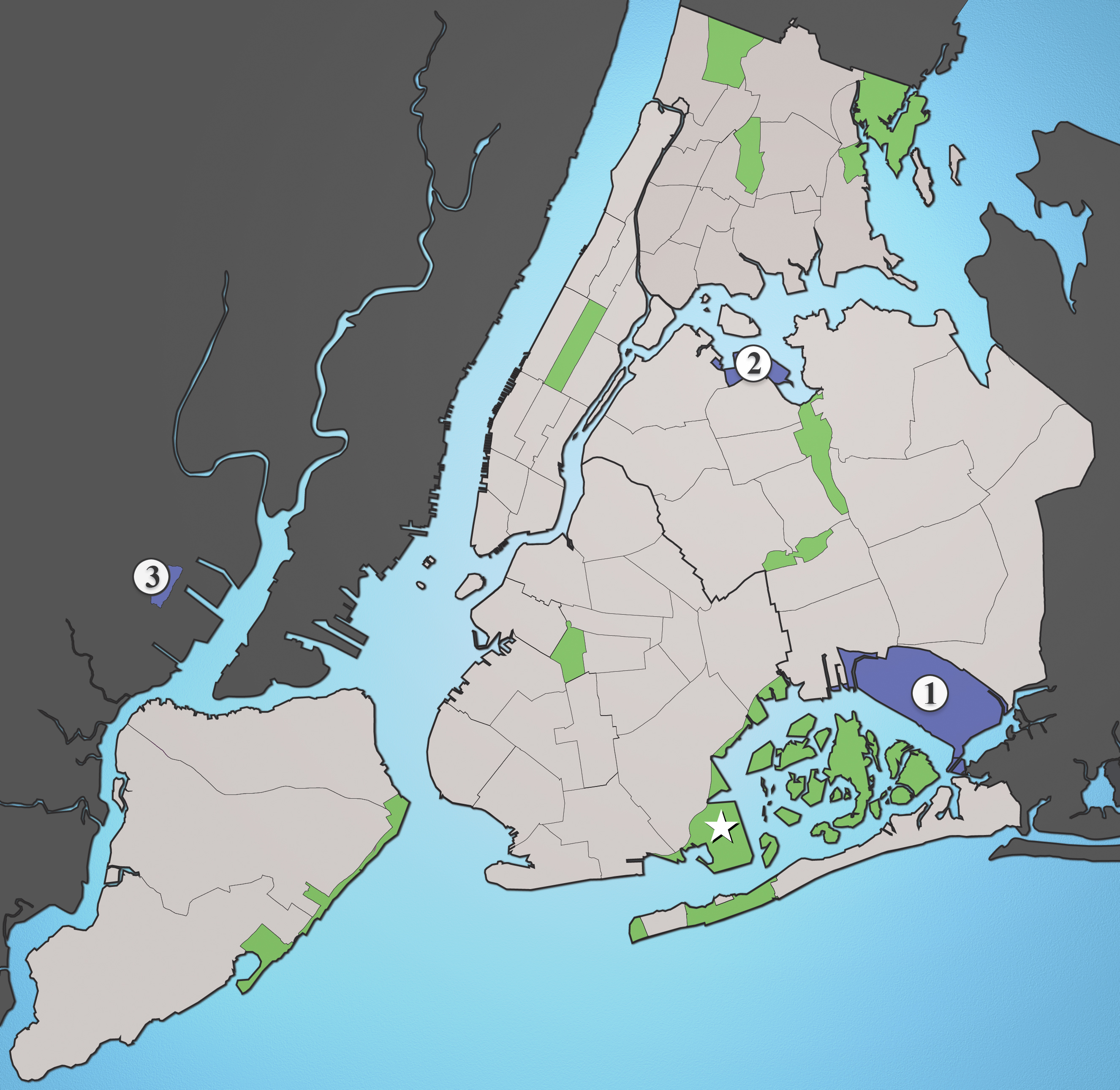
Rozmieszczenie względem siebie trzech głównych lotnisk metropolii nowojorskiej.
1 - JFK
2 - LaGuardia
3 - Newark

### Terminal Delta
- Delta Air Lines (Atlanta, Bermuda [sezonowo; do 2 września], Cincinnati, Fort Lauderdale, Hayden/Steamboat Springs [sezonowo], Nassau, Nowy Orlean, Orlando, Salt Lake City, Tampa, West Palm Beach)
  - Delta Connection obsługiwane przez Atlantic Southeast Airlines (Birmingham (AL) [od 7 lipca], Columbia (SC), Sarasota/Bradenton [sezonowo])
  - Delta Connection obsługiwane przez Comair (Birmingham (AL), Charleston (SC), Charlotte, Cincinnati, Columbus (OH), Fort Myers, Greensboro/High Point/Winston-Salem, Greenville (SC)/Spartanburg, Jacksonville (FL), Knoxville, Lexington, Myrtle Beach [sezonowo], Nowy Orlean, Raleigh/Durham, Richmond, Savannah/Hilton Head Island, Tampa, West Palm Beach)
- Northwest Airlines (Detroit, Indianapolis, Memphis, Minneapolis/St. Paul)
  - Northwest Airlink obsługiwane przez Pinnacle Airlines (Des Moines, Flint, Grand Rapids, Indianapolis, Madison)

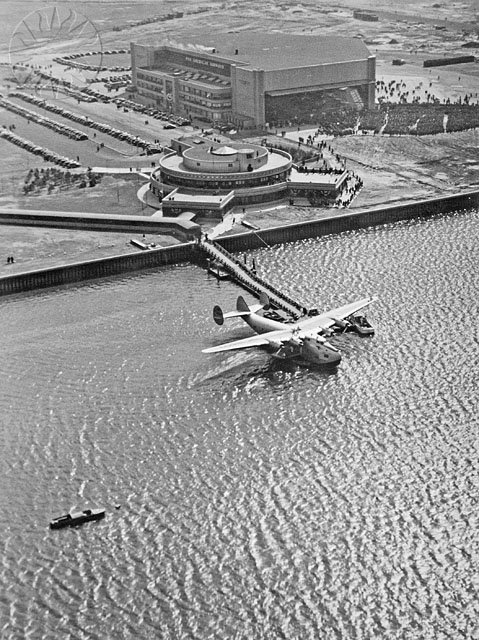
LaGuardia w 1940 roku jako morski port lotniczy pod nazwą Marine Air Terminal

### Terminal Marine Air
- Delta Air Lines
  - Delta Connection obsługiwane przez Shuttle America (Chicago-Midway, Waszyngton-Reagan)
  - Delta Shuttle obsługiwane przez Delta Air Lines (Boston, Waszyngton-Reagan)

### Terminal US Airways
- US Airways (Aruba [sezonowo], Charlotte, Freeport [sezonowo], Nassau [sezonowo], Pittsburgh, St. Thomas [sezonowo])
  - US Airways Express obsługiwane przez Air Wisconsin (Baltimore/Waszyngton, Buffalo, Charleston (SC), Charlotte, Columbus (OH), Dayton, Greensboro/High Point/Winston-Salem, Greenville (SC)/Spartanburg, Indianapolis, Louisville, Myrtle Beach, Norfolk, Filadelfia, Pittsburgh, Portland (ME), Raleigh/Durham, Richmond, Rochester (NY), Savannah/Hilton Head Island, Wilmington (NC))
  - US Airways Express obsługiwane przez Chautauqua Airlines (Bangor (ME) [sezonowo], Charlotte, Dayton, Greensboro/High Point/Winston-Salem, Greenville (SC)/Spartanburg, Indianapolis, Louisville, Filadelfia, Portland (ME), Raleigh/Durham, Richmond, Wilmington (NC))
  - US Airways Express obsługiwane przez Colgan Air (Albany (NY), Charlottesville, Harrisburg, Hyannis [sezonowo], Ithaca, Lebanon, Martha's Vineyard [sezonowo], Nantucket [sezonowo], Manchester (NH), Providence, Syracuse)
  - US Airways Express obsługiwane przez Piedmont Airlines (Baltimore/Waszyngton, Buffalo, Burlington (VT), Columbus (OH), Manchester (NH), Norfolk, Filadelfia, Portland (ME), Roanoke, Rochester (NY))
  - US Airways Express obsługiwane przez PSA Airlines (Charlotte, Dayton, Filadelfia)
  - US Airways Express obsługiwane przez Republic Airlines (Buffalo, Charleston (SC), Columbus (OH), Indianapolis, Myrtle Beach, Filadelfia, Pittsburgh, Richmond, Savannah/Hilton Head Island)
  - US Airways Shuttle obsługiwane przez US Airways (Boston, Waszyngton-Reagan)

## Wypadki
- 15 stycznia 2009: po starcie, w wyniku kolizji z okolicznym czy migrującym ptactwem wodnym, katastrofa lotu US Airways 1549 z wodowaniem na rzece Hudson po odległej stronie Manhattanu. 150 pasażerów, 5 załogi, 0 zabitych, 78 rannych, najciężej: złamanie nogi stewardesy. Samolot zakotwiczony u nabrzeża dzielnicy finansowej Lower Manhattan.